# Mesorhaga garamba
Mesorhaga garamba är en tvåvingeart som beskrevs av Grichanov 1999. Mesorhaga garamba ingår i släktet Mesorhaga och familjen styltflugor. Inga underarter finns listade i Catalogue of Life.